# Luigi Gatti
Gaspare Antonio Pietro "Luigi" Gatti (Montalto Pavese, 3 de janeiro de 1875 – Oceano Atlântico, 15 de abril de 1912) foi um empresário italiano, mais conhecido como gerente do restaurante À la Carte no RMS Titanic.

## Início da vida
Gatti nasceu em 3 de janeiro de 1875, em Montalto Pavese, na Itália. Ele era um dos onze filhos de Paolo Gatti e Maria Nascimbene.

## Vida pessoal
Em 1902, em Hammersmith, Gatti casou-se com Edith Kate Cheese, filha do mordomo William James Cheese e sua esposa, Emily. Eles tiveram um filho, Luigi Victor, nascido em 1904.

## Carreira
Gatti detinha dois restaurantes em Londres, Gatti's Adelphi e Gatti's Strand, e um no RMS Olympic, À la Carte.

## Restaurante noOlympiceTitanic

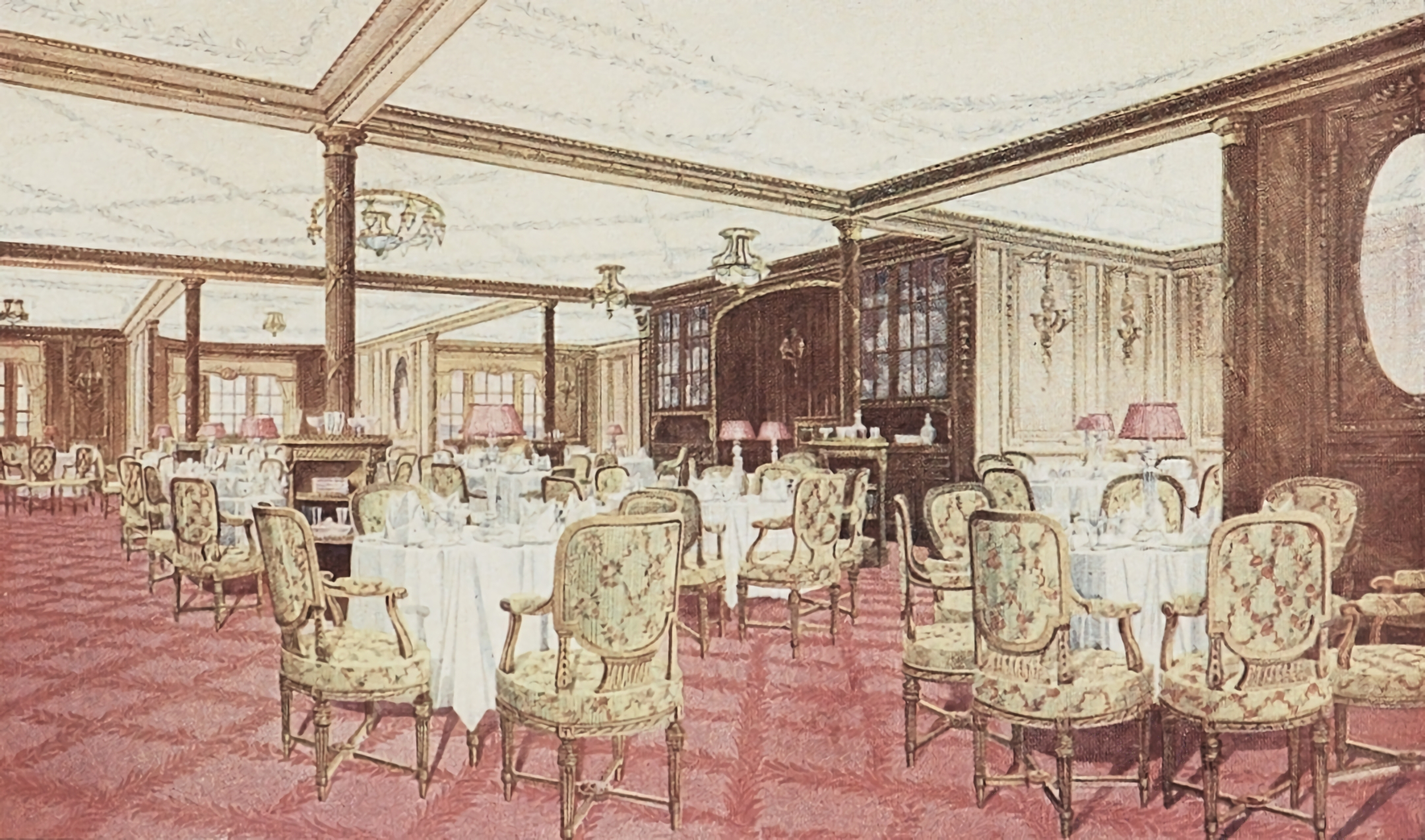
O restaurante À la Carte, no RMS Titanic

Com o sucesso do À la Carte no RMS Olympic, o restaurante no Titanic foi ainda maior, com capacidade para acomodar mais de 150 pessoas, com mais de 60 funcionários, todos empregados por Gatti. Para a viagem inaugural do Titanic, Gatti e seu chefe de cozinha do Olympic navegaram a bordo para garantir o sucesso do novo restaurante.
Apenas passageiros de primeira classe eram permitidos; eles tinham que reservar mesas com antecedência e pagar uma tarifa, que incluía pensão completa na sala de jantar da primeira classe. Havia também uma área de recepção para bebidas antes do jantar e um Café Parisien, projetado para atrair os americanos.

## Morte
Gatti morreu em 15 de abril de 1912, no naufrágio do Titanic. Seu corpo foi recuperado pelo CS Minia entre 26 de abril e 6 de maio de 1912 e enterrado no Cemitério de Fairview, em Halifax, Nova Escócia, no Canadá.